# Seth Rogen
Seth Aaron Rogen (Vancouver, 15. travnja 1982.) kanadski je glumac, komičar, scenarist i producent. Počeo je kao stand-up komičar u srednjoj školi i već sa 16 godina bio poznat u komičarskim krugovima u rodnom Vancouveru. Preselio je iz Kanade u Los Angeles nakon što je dobio ulogu u TV seriji Freaks and Geeks. Kad je serija otkazana nakon samo jedne sezone, Rogen je dobio ulogu u također kratkotrajnoj TV seriji Undeclared, gdje je bio i jedan od scenarista.
Skupa s kolegama nominiran je za Emmy za scenarij Da Ali G Showa Sache Barona Cohena. Suradnja s redateljem Juddom Apatowom dovela je Rogena do prvih zapaženih filmskih uloga. Producirao je i glumio u Apatowljevom redateljskom debiju, komediji Junfer u četrdesetoj. Nakon kritičarskih pohvala, dobio je glavnu ulogu u sljedećem Apatowljevom filmu Zalomilo se, u kojem mu je partnerica bila Katherine Heigl. Film je zaradio blizu 150 milijuna dolara i potvrdio Rogena kao novu zvijezdu filmske komedije.
Rogen se pojavio u filmovima Donnie Darko, Svakog gosta tri dana dosta, Zack i Miri snimaju pornić, Fanboys, Promatraj i prijavi, Superbad itd. Posudio je glas animiranim likovima u crtićima Shrek Treći, Horton, Kung Fu Panda i Čudovišta protiv vanzemaljaca.
Dobitnik je nagrade Canadian Comedy Awards za scenarij filma Superbad.

## Vanjske poveznice
- Seth Rogen u internetskoj bazi filmova IMDb-u (engl.)
- Neslužbena stranica (engl.)